# Aterramento corporal
Aterramento corporal é um conceito de medicina alternativa que consiste em se colocar em contato direto com o solo, a partir do qual uma corrente elétrica atravessa o corpo, retirando as cargas elétricas estáticas estranhas provenientes do ambiente. Ao mesmo tempo, recebe energia na forma de cargas elétricas livres que atuam como antioxidantes, neutralizando os radicais livres que causam doenças e inúmeros malefícios.
A prática não possui nenhuma comprovação científica de benefícios, sem contar o fato de que é fisicamente incoerente a partir dos princípios já conhecidos e bem estabelecidos do eletromagnetismo. A princípio, ainda que corpos sejam constantemente carregados e descarregados eletricamente, isso ocorre na maioria das vezes de maneira lenta e contínua. Além disso, um corpo pode ser carregado positiva ou negativamente, invalidando a ideia de que a Terra sempre nos fornecerá cargas negativas (elétrons), podendo ocorrer justamente o oposto: nós fornecermos elétrons à Terra.
Não obstante, é fundamental reconhecer o conceito de corrente elétrica: um fluxo constante e ordenado de cargas através de um material, causado a partir de uma diferença de potencial (diferença de carga entre corpos distintos). À luz desse conceito, é importante notar que a Terra funciona como um "reservatório" infinito de cargas, sendo, em suma, neutra. Nesse sentido, a diferença de potencial entre a Terra e o corpo em contato é sempre igual ao valor da carga deste. Como o processo de eletrização ocorre de forma espontânea na vida cotidiana, ao entrar em contato com algum corpo previamente carregado ou de outra forma, é evidente que os corpos ficarão carregados de forma ligeira, esgotando a diferença de potencial entre ele e a Terra bastante rapidamente.
O conceito de carga elétrica "estranha" é incoerente quando se considerar que elétrons são partículas elementares indistinguíveis entre si, pelo Princípio da Incerteza de Heisenberg, logo, é fisicamente impreciso afirmar que existem elétrons distinguíveis entre si, nem mesmo dizer que existem cargas "estranhas".